# Eugen Oder
Paul Eugen Oder (* 17. Juli 1862 in Berlin; † 13. Mai 1926 ebenda) war ein deutscher Klassischer Philologe und Gymnasiallehrer.

## Leben und Werk
Eugen Oder war der Sohn des Kaufmanns Johann Gustav Oder und der Sophie Charlotte Kahle und der Bruder von Moritz Oder. Er besuchte das Friedrichswerdersche Gymnasium zu Berlin und studierte nach der Reifeprüfung (1880) Klassische Philologie an der Universität Bonn. Er verbrachte auch zwei Semester an der Universität Freiburg und drei Semester an der Universität Berlin. Am meisten prägten ihn die Bonner Philologen Franz Bücheler, Eduard Lübbert und Hermann Usener. Am 27. Juli 1886 wurde er mit einer Dissertation über Antoninus Liberalis zum Dr. phil. promoviert. Am 25. Juni 1887 legte er die Lehramtsprüfung ab und erhielt die Lehrberechtigung in den Fächern Latein, Deutsch und Griechisch für alle Klassen.
Nach dem Studium absolvierte Oder das Probejahr am Berlinischen Gymnasium zum Grauen Kloster, wo er ab Michaelis 1888 als Hilfslehrer arbeitete. Zum 1. April 1894 wurde er zum Oberlehrer ernannt, 1906 zum Professor und Rat vierter Klasse.
Neben dem Schuldienst war Oder wissenschaftlich tätig. Er beschäftigte sich hauptsächlich mit den griechischen Naturwissenschaftlern, speziell den Hippiatrica, denen er mehrere Textausgaben widmete. Seit dem Studium schränkte eine chronische Erkrankung seine Arbeit ein. Zum 31. März 1914 trat er vorzeitig in den Ruhestand und widmete sich ganz der Wissenschaft. Für seine Leistungen wurde er mit dem Roten Adlerorden vierter Klasse ausgezeichnet und 1924 von der Tierärztlichen Hochschule Berlin zum Ehrendoktor der Tiermedizin ernannt.
Abgesehen von seinen Textausgaben verfasste Oder Beiträge für die Zeitschrift Rheinisches Museum für Philologie, für Franz Susemihls Geschichte der griechischen Litteratur (1891) und für Paulys Realencyclopädie der classischen Altertumswissenschaft.

## Schriften (Auswahl)
- De Antonino Liberali. Bonn 1886 (Dissertation, mit Lebenslauf).
- Anecdota Cantabrigiensia. Berlin 1896 (Schulprogramm).
- Ein angebliches Bruchstück Democrits über die Entdeckung unterirdischer Quellen. Göttingen 1899.
- Claudii Hermeri Mulomedicina Chironis. Leipzig 1901.
- mit Karl Hoppe: Corpus Hippiatricorum Graecorum. (I Hippiatrica Berolinensia, II Hippiatrica Parisina Cantabrigiensia Londinensia). Leipzig 1924 und 1927.